# 24712 Boltzmann
24712 Boltzmann è un asteroide della fascia principale. Scoperto nel 1991, presenta un'orbita caratterizzata da un semiasse maggiore pari a 2,3445184 UA e da un'eccentricità di 0,2376606, inclinata di 4,91635° rispetto all'eclittica.